# Fahne und Wappen des Kantons Schaffhausen
Das Wappen des Kantons Schaffhausen stellt einen schwarzen auf den Hinterläufen frei schreitenden Bock (Widder) auf gelbem (heraldisch: goldenem) Hintergrund dar. Die älteste Darstellung eines Widders bzw. «Schafs» im Zusammenhang mit Schaffhausen datiert auf 1180. 
Das älteste erhaltene Banner des Kantons stammt aus dem 14. Jahrhunderts und wurde bei Sempach getragen.

## Blasonierung
Schaffhausen kennt keine offizielle Blasonierung des Standeswappens. Die Blasonierung der Bundeskanzlei von 1948 lautet:
In Gold ein schwarzer, springender goldgekrönter und goldbewehrter Widder mit roter ausgeschlagener Zunge.
Die Blasonierung von Mühlemann (1977) erwähnt zusätzlich zur Bewehrung (Hörner und Hufe) das Geschlechtsteil des Wappentiers: In Gold ein springender schwarzer Widder mit roter Zunge, goldener Krone und Mannheit, goldenen Hörnern und Hufen.

## Geschichte
Graf Eberhard VI. von Nellenburg errichtete 1049 auf seinem Eigengut das Kloster Allerheiligen. Dieses erhielt 1080 das Münzrecht zugesprochen, welches es gegen Zins verlieh. 

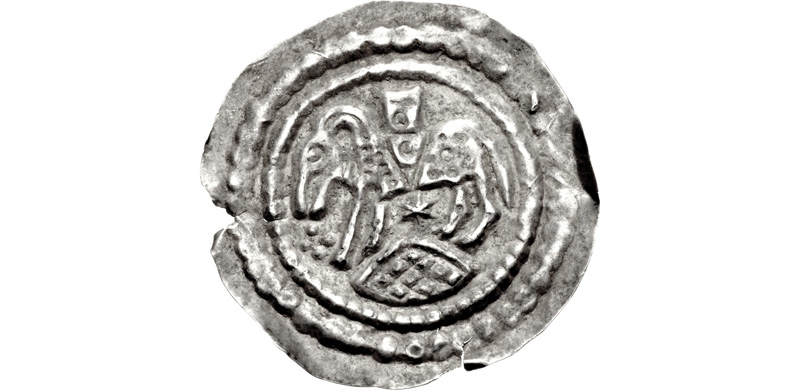
Schaffhauser Pfennig (um 1180)

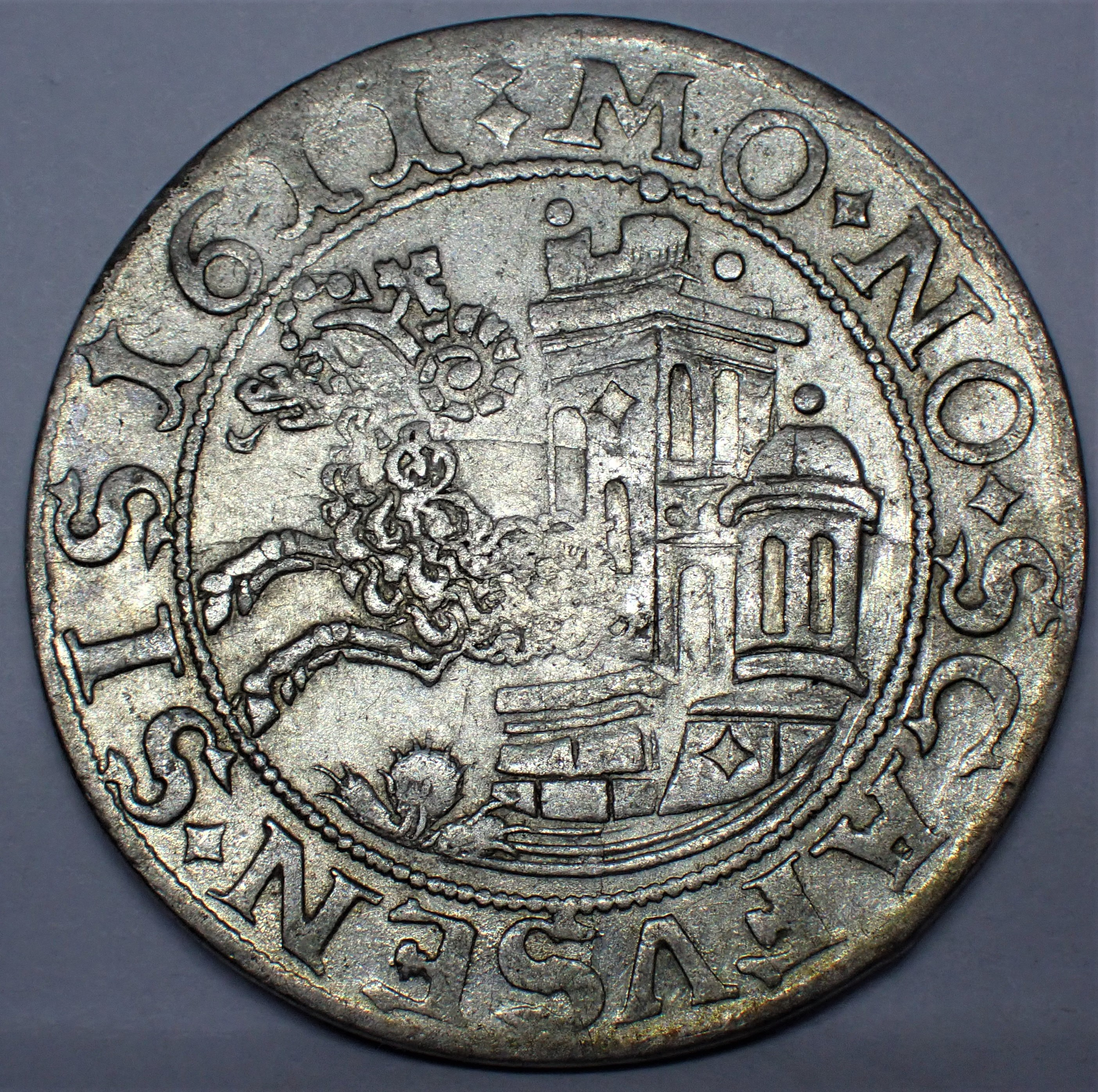
Schaffhauser Dicken von 1611

Die älteste Prägung, die bis heute erhalten blieb, ist ein Brakteat, der um die Zeit von 1180 datiert wird. Auf ihm sind bereits die typischen Merkmale des Schaffhauser Wappens vertreten; ein gehörnter Widder, der über einem Dach steht. In diesem Wappen verbinden sich die beiden Elemente des Namens, nämlich Schaf und Haus, wobei das Dach als der wichtigste Bestandteil des Hauses dargestellt wurde. Eine zirka um 1250 geprägte Münze zeigte schliesslich die noch heute gebrauchte Kombination eines aus einem Turm tretenden Widders. Von diesem Datum an tragen die in Schaffhausen geschlagenen Brakteaten fast ausschliesslich den Widder im Wappen, manchmal frei stehend, springend oder aus einem Turm oder Tor springend.
Bei der Stadt Schaffhausen sind die gleichen Elemente wie bei den klösterlichen Münzen bei den Siegeln zu finden: ein stehender oder später springender Widder unter einem Tor oder Turm. 
Der Widder wurde übernommen für das Schaffhauser Banner, und später auch für das Wappen.
Das Wappen ist redend, die Deutung des Namens als «Schaf-Hausen» ist bereits nachweisbar für das 12. Jahrhundert, als sich Abt Hugo von Allerheiligen latinisiert als Ovidomensis bezeichnet, sie beruht allerdings wohl auf einer Volksetymologie, wahrscheinlicher ist eine Herleitung des Namens von althochdeutsch scaft ‚Schaft, Speer, Rohr‘, etwa «bei den Häusern am Röhricht».
Das Kloster Allerheiligen und damit die ihm unterstellte Stadt wurde 1190 reichsunmittelbar. Bald darauf fiel Schaffhausen unter Zähringer Herrschaft und wurde mit deren Aussterben 1218 freie Reichsstadt.
Ein Stadtsiegel existiert 1253, und es ist denkbar, dass Schaffhausen seit dieser Zeit auch ein eigenes Banner führte, das älteste erhaltene Banner stammt aber aus dem 14. Jahrhundert. Es wurde in der Schlacht bei Sempach (1386) von den Luzernern erobert und befindet sich noch heute im Luzerner Rathaus. 
Das Schaffhauser Banner ist (auf der Habsburger Seite) in der Schlachtdarstellung der Luzerner Chronik (1515) mit einem roten Schwenkel zu sehen. Das erbeutete Banner in Luzern ist nur sehr fragmentarisch erhalten, gut erhalten ist dagegen eine Kopie, die Luzern 1490 anfertigen liess. Diese Bannerkopie hat einen schwarzen auf die Breite des Banners zugeschnittenen Schwenkel. Ein Schaffhauser Versuch, das Banner von Luzern zurückzukaufen, wurde 1867 abgelehnt.
Das Juliusbanner von 1512 verlieh dem Widder im Sinne einer Wappenbesserung eine Krone. 
Diese Krone wurde im 16. Jahrhundert und auch bis in das frühe 20. Jahrhundert in vielen Wappendarstellungen nicht gezeigt. Sie fehlt auch in den Kantonsmünzen von 1808/9, und ebenso im eidgenössischen Siegel von 1815. Verbindlich wird die Krone ebenso wie die rote Zunge des Widders erst mit der Blasonierung im Wappenbuch der Bundeskanzlei von 1948.
Schildhalter kennt das Schaffhauser Wappen normalerweise nicht, die Standesscheiben des 16. Jahrhunderts zeigen die Wappenpyramide (aus zwei Schaffhauser Wappen und dem Reichswappen) meist von einem Bannerträger und einem Helebardier flankiert. Eine Ausnahme stellt die Wappenscheibe von Anton Glaser im Rathaus Basel dar (1519), 
die zwei Widder als Schildhalter zeigt. Die Darstellung des frei springenden Widders (ohne Turm) wird üblich auf den Wappenscheiben des 16. Jahrhunderts. 
1683 wurde erstmals der frei springende Widder auch auf dem Stadtsiegel dargestellt.
Bis zur Verfassung 1831 bestanden der frei springende Widder und der aus einem Tor springende nebeneinander, wobei das Standeswappen bei Darstellungen der Wappen der Eidgenossenschaft immer den frei springenden Widder zeigte. 
Mit der Teilung von Stadt und Kanton war es wünschenswert, dass beide Teile ein eindeutiges Hoheitssymbol hatten. Der Kanton übernahm dabei den frei springenden Widder.